# 괴서
괴서 양조장(독일어: Brauerei Göss)은 오스트리아의 맥주 양조장이다. 괴서는 오스트리아 최대의 양조장인 브라우 유니온의 일부이며, 최대 주주는 네덜란드 회사인 하이네켄이다.